# Getreideeinheit
| dt Produkt                      | GE in dt |
| 1 dt Weizen                     | 1,04     |
| 1 dt Gerste                     | 1,00     |
| 1 dt Roggen                     | 1,01     |
| 1 dt Hafer                      | 0,85     |
| 1 dt Mais                       | 1,08     |
| 1 dt Kartoffeln                 | 0,22     |
| 1 dt Raps                       | 2,46     |
| 1 dt Schwein (Lebendgewicht)    | 3,50     |
| 1 dt Rinder aller Altersklassen | 5,90     |
| 1 dt Vollmilch                  | 0,86     |
| 1 dt Eier                       | 2,57     |

Die Getreideeinheit (Abk.: GE) dient der Berechnung der Produktion eines landwirtschaftlichen Betriebes oder der Landwirtschaft in einem Gebiet. 1 GE entspricht 100 kg Gerste.
Die Benutzung der GE ermöglicht die Zusammenfassung einzelner Erzeugnisse zu einem Gesamtwert. Dabei werden die tierischen Erzeugnisse nicht nach ihrem eigenen Energiegehalt, sondern nach dem Energiegehalt der Futtermittel bewertet, die durchschnittlich zur Erzeugung erforderlich sind. Eine Dezitonne (dt) Futtergerste entspricht 1,00 GE. Alle anderen pflanzlichen oder tierischen Erzeugnisse werden nach einem festgelegten Schlüssel in GE (Beispiele siehe Tabelle) umgerechnet.